# 湯球
汤球（1804年—1881年），字伯玕，又字笏卿。安徽黟县人，清代歷史學家。汤永懿之子。
嘉庆九年（1804年）生，自幼好學，“星纬推步，研究其奥”。早年從汪浚學，後随俞正燮、汪文台学，于史学、经学、历算等造诣颇深。生平以授徒、著述為樂，同治七年（1867年），六十三岁始举孝廉方正，力辞不就。
光绪七年（1881年）卒，享年78岁。

## 著作
汤球致力於两晋史研究，尤精於考据辑佚，辑录《九家晋纪》9卷、《九家旧晋书》42卷、《两家晋阳秋》5卷、《两家汉晋春秋》4卷、《十六国春秋辑补》100卷、《十六国春秋纂录》10卷、《晋诸公别传》1卷等，另辑补有鄭玄逸书九种，《太康地记》等地理类书籍三种，《山公启事》等杂著四种。